# Literatura de Vietnam
La Literatura de Vietnam es la literatura, tanto oral como escrita, creada mayormente en vietnamita, aunque también hay ejemplos de autores vietnamitas francófonos, como Kim Thúy y anglófonos, estos últimos radicados sobre todo en Australia y en los Estados Unidos, que son tenidos en cuenta por muchos críticos como parte de la tradicilón nacional. Durante un milenio, antes del siglo XII, Vietnam fue dominado por China y por ello la mayor parte de los escritos elaborados durante este periodo están en Chino clásico. El Chữ nôm, creado en torno al siglo X, permitía a los escritores escribir en vietnamita utilizando caracteres chinos modificados. Aunque era considerada una lengua inferior al chino, ganó prestigio gradualmente. Floreció en el siglo XVIII cuando muchos escritores vietnamitas y poetas compusieron sus obras en chữ nôm, cuando por un breve período se convirtió en la forma de escritura oficial. Aunque el alfabeto vietnamita quốc ngữ fue creado en el siglo XVII, no se hizo popular fuera de los grupos misioneras hasta comienzos del siglo XX, cuando la administración colonial francesa impuso su uso en la Indochina francesa. A mediados de éste siglo, la práctica totalidad de las obras en vietnamita estaban compuestas en alfabeto vietnamita o quốc ngữ.

## Tipos

### Literatura popular
La literatura oral escrita, escrita y temprana se compuso en vietnamita y aún hoy está disponible para los vietnamitas. La literatura popular vietnamita es una mezcla de muchas formas. No es solo una tradición oral, sino una mezcla de tres medios: oculto (solo retenido en la memoria de autores populares), fijo (escrito) y mostrado (realizado). La literatura popular generalmente existe en muchas versiones, se transmite oralmente y tiene autores desconocidos.
Los mitos consisten en historias sobre seres sobrenaturales, héroes, dioses creadores y reflejan el punto de vista de los antiguos sobre la vida humana. Consisten en historias de creación, historias sobre sus orígenes (Lạc Long Quân, Âu Cơ), héroes de la cultura popular (Sơn Tinh o Espíritu de la montaña - Thủy Tinh o Espíritu del agua) .

### Literatura medieval

#### Han
La literatura más antigua de los escritores vietnamitas está escrita en Chino Clásico. Casi todos los documentos oficiales de la historia vietnamita fueron escritos en chino clásico, al igual que los primeros poemas. No solo el escript chino es extraño a los hablantes modernos vietnamitas, sino que son en su mayoría ininteligibles, incluso cuando se transcriben del chino al moderno escript quốc ngữ debido a su sintaxis y vocabulario chino. Como resultado, estas obras deben traducirse al vietnamita coloquial para que el público público las entienda. Estas obras incluyen proclamaciones oficiales de reyes vietnamitas, historias reales y declaraciones de independencia de China, así como poesía vietnamita. En orden cronológico los trabajos notables incluyen:
- Thiên đô chiếu (遷都 詔) 1010, Edicto sobre la transferencia de la capital de Đại Cồ Việt de Hoa Lư (moderna Ninh Bình) a Lai La (moderna Hanói).
- Nam quốc sơn hà (南國 山河) 1077, Montañas y ríos del país del sur, poema del general Lý Thường Kiệt
- Đại Việt sử ký (大越 史記) Anales de Đại Việt por Lê Văn Hưu, 1272
- Dụ chư tì tướng hịch văn (諭 諸 裨將 檄文), Proclamación a los oficiales, general Trần Hưng Đạo, 1284
- An Nam chí lược (安 南志 略) Registros abreviados de Annam, anónimo. 1335
- Gia huấn ca (家 訓 歌) La Oda de Entrenamiento Familiar, un poema de moral confuciano de 976 líneas atribuido a Nguyễn Trãi, 1420s
- Lĩnh Nam chích quái (嶺南 摭 怪) "Los maravillosos cuentos de Lĩnh Nam" siglo XIV, editado Vũ Quỳnh (1452-1516)
- Đại Việt sử lược (大 越 史略) Historia abreviada de Đại Việt, anónimo. 1377
- Việt điện u linh tập (越 甸 幽靈 集), Espíritus de los difuntos en el reino de Viet, Lý Tế Xuyên 1400
- Bình Ngô đại cáo (平 吳大 誥), Gran Proclamación sobre la Pacificación de las Fuerzas de Wu, Nguyễn Trãi 1428
- Đại Việt sử ký toàn thư (大 越 史記 史記 全書) Anales completos de Đại Việt, Ngô Sĩ Liên 1479
- Truyền kỳ mạn lục (傳奇 漫 錄), Colección de Cuentos extraños, en parte por Nguyễn Dữ, siglo XVI
- Hoàng Lê nhất thống chí (皇 黎 一統 一統 志) Registros de unificación del Emperador, novela histórica que termina con Gia Long. anónimo.
- Chinh phụ ngâm (征 婦 吟) "Lamento de la esposa del soldado", la versión original en chino de Đặng Trần Côn m.1745
- Đại Việt thông sử (大 越 通史) historia por Lê Quý Đôn 1749
- Vân đài loại ngữ (芸 臺 類 語) enciclopedia Lê Quý Đôn 1773
- Phủ biên tạp lục (撫 邊 雜 錄) Crónicas de la frontera Lê Quý Đôn 1776
- Việt Nam vong quốc s (越南 亡國 史), por Phan Bội Châu en Japón en 1905

#### Nom
Los trabajos escritos en chữ nôm, un guion demótico inventado localmente basado en caracteres chinos, se desarrollaron para escribir el idioma vietnamita hablado desde el siglo XIII en adelante. En su mayor parte, estos textos chu nom pueden ser transliterados directamente al escript moderno quốc ngữ y pueden ser entendidos fácilmente por los hablantes modernos vietnamitas. Sin embargo, dado que chữ nôm nunca fue estandarizado, hay ambigüedades en cuanto a qué palabras se significan cuando un escritor usa ciertos caracteres. Esto dio lugar a muchas variaciones cuando la transliteración funciona en chữ nôm en quốc ngữ. Algunas obras de gran prestigio en la literatura vietnamita fueron escritas en chữ nôm, incluyendo Nguyễn Du El cuento de Kiều , la traducción de la autora Đoàn Thị Điểm del chữ nôm del poema Chinh Phụ Ngâm Khúc  ((征 婦 吟 吟 曲) - Lamento de una esposa guerrera) del poema clásico chino compuesto por su amigo Đặng Trần Côn, y poemas del reconocido poeta Hồ Xuân Hương.
Otras obras notables incluyen:
- Chinh phụ ngâm (征 婦 吟) "Lamento de la esposa del soldado", traducciones del chino al vernáculo chữ Nôm por varios traductores, incluyendo Phan Huy Ích y  Đoàn Thị Điểm
- Cung oán ngâm khúc (宮 怨 吟 曲) "Lamento de la concubina" por Nguyễn Gia Thiều m.1798
- Hạnh Thục ca (行 蜀 歌) "Canción del exilio a Thục" Nguyễn Thị Bích, 1885
- Lục súc tranh công (六畜 爭 功) "La pelea de las seis bestias"
- Lục Vân Tiên (蓼 雲仙 傳) poema épico del poeta ciego Nguyễn Đình Chiểu m.1888
- Nhị độ mai (貳 度 梅) "El árbol de ciruelo florece dos veces"
- Phạm Công - Cúc Hoa (范公菊 花) Cuento de Phạm Công y Cúc Hoa
- Phạm Tải - Ngọc Hoa (范子玉 花) Cuento del huérfano Phạm Tải y la princesa Ngọc Hoa
- Phan Trần (潘 陳) El clan de Phan y el clan de Trần
- Quốc âm thi tập (國 音 詩集) "Colección de poesía de pronunciación nacional" atribuida a Nguyễn Trãi después de la jubilación
- Th Sanch Sanh tân truyện (石 生 新 傳) anónimo. siglo XVIII
- Tống Trân y Cúc Hoa (宋 珍 菊花) Cuento de Tống Trân y su esposa Cúc Hoa
- Trinh thử (貞 鼠) "El ratón virgen" Hò̂ Huyè̂n Qui siglo XV
- Hoa tiên (花箋) La carta floreada

### Literatura moderna
Aunque se creó en el siglo XVII, el "chữ quốc ngữ" no se usó ampliamente fuera de los círculos misioneros hasta principios del siglo XX, cuando el gobierno colonial francés ordenó su uso en la Indochina francesa. Durante los primeros años del siglo XX, muchas publicaciones periódicas del "chữ quốc ngữ" florecieron y su popularidad ayudó a popularizar "chữ quốc ngữ". Mientras que algunos líderes se resistieron a la popularidad de chữ quốc ngữ como una imposición de los franceses, otros lo aceptaron como una herramienta conveniente para mejorar la alfabetización. Después de declarar su independencia de Francia en 1945, el gobierno provisional del Imperio de Vietnam adoptó una política de aumento de la alfabetización con "chữ quốc ngữ". Sus esfuerzos tuvieron un gran éxito, ya que la tasa de alfabetización aumentó de la noche a la mañana.
En esos primeros años, había muchas variaciones en ortografía y no había consenso sobre cómo escribir ciertas palabras. Después de algunas conferencias, los problemas se resolvieron en su mayoría, pero algunos aún persisten hasta el día de hoy. A mediados del siglo XX, todas las obras literarias vietnamitas están escritas en "chữ quốc ngữ", mientras que las obras escritas en guiones anteriores se transcriben en "chữ quốc ngữ" para facilitar el acceso a los hablantes vietnamitas modernos. El uso de los escripts anteriores ahora está limitado a referencias históricas.
Los trabajos en vietnamita moderno incluyen:
- Việt Nam sử lược por Trần Trọng Kim 1921
- Số đỏ por Vũ Trũng Phụng 1936